# SLIM (módulo de aterrizaje)
El Aterrizador Inteligente para Investigación Lunar o SLIM (por sus siglas en inglés, Smart Lander for Investigating Moon; 小型月着陸実証機 en japonés) es un módulo de aterrizaje y rover lunar desarrollado por la Agencia Japonesa de Exploración Aeroespacial (JAXA) con el objetivo de demostrar tecnología de aterrizaje de precisión. 
Aunque su lanzamiento estaba previsto inicialmente para 2021, sufrió retrasos debido a su viaje compartido con el telescopio XRISM.
Finalmente, a las 23:42 UTC del 6 de septiembre de 2023 (08:42 JST, 7 de septiembre de 2023), se lanzó con éxito desde el Centro Espacial de Tanegashima, junto a XRISM, quién se insertará en una órbita geocéntrica a unos 550 km de altura. Aterrizó el 19 de enero de 2024 a las 15:20 UTC, convirtiendo a Japón en el quinto país en aterrizar suavemente en la superficie de la Luna.

## Descripción general
SLIM corresponde a la primera misión japonesa a la superficie lunar, y pretende demostrar un aterrizaje lunar preciso. En su descenso a la Luna, el módulo de reconocimiento reconocerá los cráteres lunares, utilizando la aplicación de tecnología de los sistemas de reconocimiento facial y determinará su ubicación actual utilizando datos de observación recopilados por el orbitador lunar SELENE. 
La misión apunta a un rango de precisión de 100 metros. En comparación, la precisión del módulo lunar Eagle del Apolo 11 era un elíptica que tenía 20 kilómetros de ancho en rango descendente y 5 kilómetros de ancho en rango cruzado.
Según el subdirector general del Instituto de Ciencia Espacial y Astronáutica (ISAS) de JAXA, Yoshifumi Inatani, si la misión logra tener éxito con un aterrizaje extremadamente preciso, podría mejorar la calidad de la exploración espacial en el futuro cercano.
SLIM se lanzó junto al telescopio espacial XRISM y aterrizará cerca del cráter Shioli, en la parte sureste de la cara visible de la Luna.
     Tierra

## Objetivos científicos
Los objetivos científicos principales son:
- demostrar la tecnología de aterrizaje lunar de alta precisión mediante una pequeña sonda;
- implementar un sistema de sondas lunares y planetarias que sea más liviano que antes y aumentar la frecuencia de la exploración lunar y planetaria.

## Historia
La propuesta que más tarde se conoció como SLIM existió ya en 2005, ya que el Small Lunar Landing Experiment Satellite (小型月着陸実験衛星?). El 27 de diciembre de 2013, ISAS solicitó propuestas para su próxima "Misión enfocada de tamaño mediano elegida competitivamente", y SLIM se encontraba entre las siete propuestas presentadas. En junio de 2014, SLIM aprobó la selección de semifinales junto con la misión de demostración de tecnología DESTINY, y en febrero de 2015 SLIM fue finalmente seleccionado. Desde abril de 2016, SLIM ganó el estado del proyecto dentro de JAXA. En mayo de 2016, Mitsubishi Electric (MELCO) recibió el contrato para construir la nave espacial. SLIM está programado para ser el segundo módulo de aterrizaje lunar japonés en operar desde la superficie de la Luna; el 27 de mayo de 2016, la NASA anunció que el módulo de aterrizaje OMOTENASHI (tecnología de exploración lunar excepcional demostrada por NAno Semi-Hard Impactor) CubeSat desarrollado conjuntamente por JAXA y la Universidad de Tokio se lanzará como una carga útil secundaria en el sistema de lanzamiento espacial Artemis 1. OMOTENASHI se desplegará un mini módulo lunar de 1 kg.
En 2017, debido a las dificultades de financiación derivadas del costo de desarrollo de XARM (XRISM), el lanzamiento de SLIM se cambió de un vuelo Epsilon dedicado a un vuelo H-IIA de viaje compartido. los ahorros de costos resultantes se transferirán para desarrollar otros satélites que están retrasados debido a XRISM.

## Vehículos lunares

### Vehículo de excursión lunar #1
El Vehículo de excursión lunar #1 (LEV-1) es un rover lunar que se desplazará por la superficie lunar mediante un mecanismo de "salto". La tolva cuenta con equipos de comunicación directa con la Tierra, además de dos cámaras de luz visible, pequeños equipos eléctricos y antenas de banda UHF heredadas de MINERVA y OMOTENASHI.

#### Cargas útiles científicas
- Termómetro
- Monitor de radiación
- Clinómetro

### Vehículo de excursión lunar #2
El Vehículo de excursión lunar #2 (LEV-2) es un pequeño rover lunar desarrollado por JAXA en cooperación con la empresa japonesa Tomy, Sony y la Universidad de Doshisha, que irá montado en SLIM. Este rover tiene una masa de 250 gramos y está equipado con dos pequeñas cámaras. LEV-2 puede cambiar su forma al desplazarse por la superficie lunar.

## Perfil de la misión

### Lanzamiento
| # | Fecha/Hora                                                              | Nota                                                            | Resultado | Referencias |
| - | ----------------------------------------------------------------------- | --------------------------------------------------------------- | --------- | ----------- |
| 1 | 6 de septiembre de 2023, 23:42 UTC (08:42 JST, 7 de septiembre de 2023) | Se lanzó la misión SLIM desde el Centro espacial de Tanegashima | Exitoso   | [ 2 ]       |

### Ajustes de órbita terrestre
| # | Fecha/Hora                                                                | Nota                                                                                               | Resultado | Referencias |
| - | ------------------------------------------------------------------------- | -------------------------------------------------------------------------------------------------- | --------- | ----------- |
| 1 | 11 de septiembre de 2023, 13:00 UTC (22:00 JST, 11 de septiembre de 2023) | SLIM se encuentra en la órbita terrestre tras un encendido de ajuste de órbita.                    | Exitoso   | [ 17 ]      |
| 2 | 26 de septiembre de 2023, 01:00 UTC (10:00 JST, 26 de septiembre de 2023) | Con una inyección de 70 grados, SLIM pasó a la órbita planificada con una mayor altitud de apogeo. | Exitoso   | [ 18 ]      |